# Ernst Brandsten

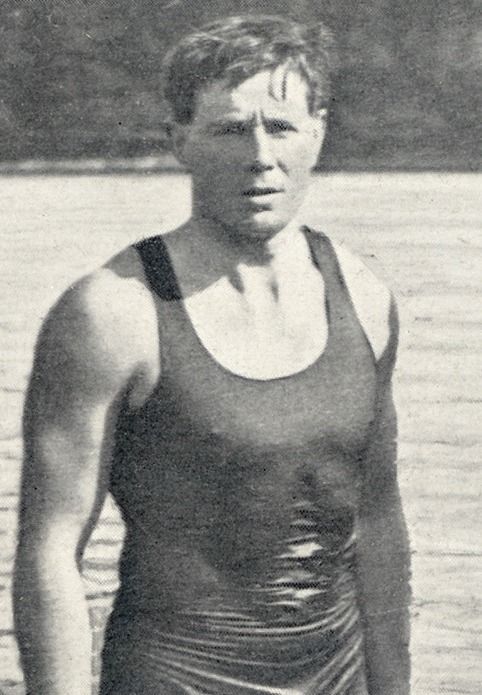
Ernst Brandsten

Ernst Magnus Brandsten, ursprungligen Andersson, född 13 juni 1883 i Karlsdal, Karlskoga kommun, död 15 maj 1965 i Santa Clara, Kalifornien, var en svensk simhoppare som tävlade för SK Neptun. Han tävlade vid olympiska sommarspelen 1912 i Stockholm, där han slutade sjua i raka hopp och slogs ut i försöken i svikt och i varierande hopp.
Ernst Brandsten var son till handlaren Carl Magnus Andersson. Han vann svenska mästerskapen i blandade hopp 1912. Därefter emigrerade han till USA där han blev professionell simmare och ägnade sig åt uppvisningar. Senare blev han siminstruktör bland annat vid Stanforduniversitetet. Sedan hans elever utmärkt sig vid OS i Antwerpen 1920 och OS i Paris 1924 utsågs han till amerikansk övertränare vilket han var vid OS 1928 och 1932.
Han var i unga år verksam som sjöman, gift med Greta Johansson och bosatt fram till sin död i USA.
Ett år efter sin död 1965 valdes Brandsten in i International Swimming Hall of Fame. Han kom att bli kallad för "den amerikanske simhoppningens fader". 